# Hans Rösch
Hans Rösch (Monaco di Baviera, 24 dicembre 1914 – 1962) è stato un bobbista tedesco.

## Biografia
Ai campionati mondiali vinse una medaglia d'argento nel 1954 tenutisi a Cortina d'Ampezzo, Italia, nel bob a quattro con Michael Pössinger, Dix Terne e Sylvester Wackerle.
In tale occasione, i loro compagni Klaus Koppenberger, Theo Kitt, Lorenz Nieberl e Josef Grün ebbero la medaglia di bronzo, mentre l'oro andò agli svizzeri.
Inoltre vinse:
- nel 1953, medaglia di bronzo nel bob a quattro con Dix Terne, Sylvester Wackerle e Michael Pössinger.[1]
- nel 1958, medaglia d'oro nel bob a quattro con Theodore Bauer, Walter Haller e Alfred Hammer.[1]
- nel 1960, medaglia d'argento nel bob a quattro con Alfred Hammer, Theodore Bauer e Albert Kandlbinder.[1]

Partecipò anche alle olimpiadi senza grandi risultati.